# Tokyo Indoor 1978
Il Tokyo Indoor 1978 è stato un torneo di tennis giocato sul sintetico indoor. È stata la 1ª edizione del Tokyo Indoor, facente parte del Colgate-Palmolive Grand Prix 1978. Si è disputato a Tokyo in Giappone dal 31 ottobre al 5 novembre 1978.

## Campioni

### Singolare maschile
Björn Borg ha battuto in finale  Brian Teacher con il punteggio di 6–3, 6–4

### Doppio maschile
Ross Case /  Geoff Masters ha battuto in finale  Pat Du Pré /  Tom Gorman con il punteggio di 6–3, 6–4